# 擬顎

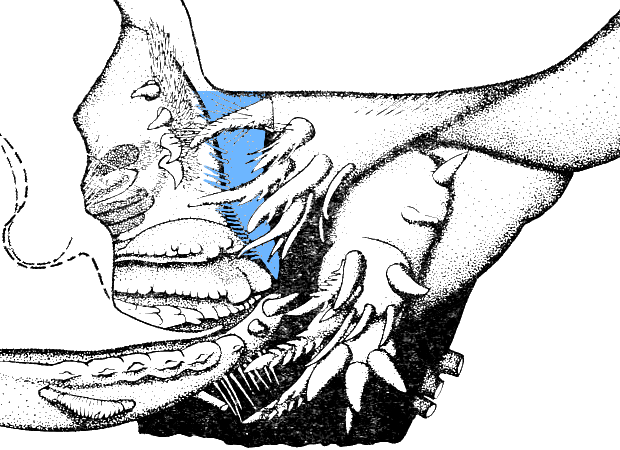
貝虫の1種 の擬顎（青色ハイライト）

擬顎（ぎがく、paragnath、paragnathae）とは、甲殻類の節足動物において、大顎と小顎の間に付属し、口器を構成する器官の1つである。扁平で対になった柔らかい突起物で、目立たなく、往々にして細かな剛毛（setae）が生えている。
古くは独自の体節に由来する付属肢（関節肢）とも解釈されていたが、発生学的証拠により、付属肢ではなく、大顎が由来する第3体節の腹板（sternum, sternite）のみから変化した構造体であることが判明した。
甲殻類と同じ大顎類の六脚類と多足類は、擬顎に似たような構造をした下咽頭（hypopharynx）をもつ。これは擬顎に相同で、共に大顎類の共有派生形質を表した可能性が示唆される。
擬顎の名称は文献によって異なる場合があり、例えば Pike 1947 では「下層板」（metastoma）、Wägele 1987 では（多足類・六脚類と統一して）「下咽頭」、Stachowitsch 1992 では「下唇」（labium）と呼ばれていた。しかし甲殻類の擬顎は、少なくとも他の節足動物の下層板（ウミサソリで第7体節由来とされる）や下唇（六脚類で第5体節由来）とは明らかに別器官である。